# Ranya
Ranya (arabisch رانية, DMG Rāniya; kurdisch ڕانیە Ranye) ist eine Stadt im irakischen Gouvernement as-Sulaimaniya in der Autonomen Region Kurdistan. Ranya ist auch Hauptort des Distriktes Ranya. Die Stadt liegt 130 km nordwestlich von Sulaimaniya und in der Nähe des Dukansees. Die Einwohnerzahl beträgt 61.300. Ranya ist seit 1789 Hauptort eines Distriktes.

## Geschichte
Die Region um Ranya hat viele historische Stätten wie z. B. die Hügel Şimşêre, Basmosyan, Girdedême, Kameryan, Boskin und die Festung Ranya. 
Die Einwohner Ranyas sind Kurden, die aktiv an mehreren Aufständen gegen die Briten und die irakische Regierung wie z. B. der Aufstand von Scheich Mehmûd Berzincî und der Aufstand von 1991 teilnahmen. Die Stadt ist Sitz der 2010 gegründeten Universität Raparin.

### Distrikt
Zum Distrikt Ranya gehören die Städte Çwarqurne, Bêtwate und Hacî Awa. 

### Stadt
Die Stadt Ranya besteht aus den Stadtteilen Qelat, Reşemêrg, Gilîincan, Sera, Rizgarî, Raperîn, Azadî 1, Azadî 2, Kêwereş, Qule, Fermanberan, Newroz und Hewar.

## Galerie

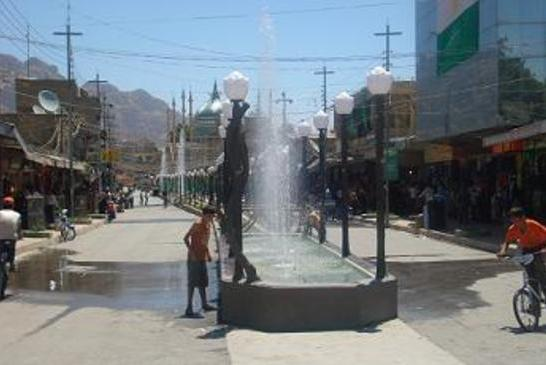
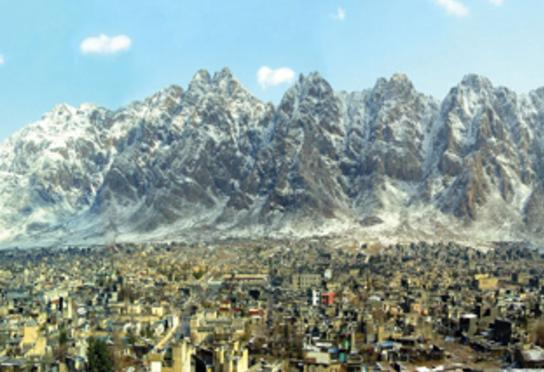
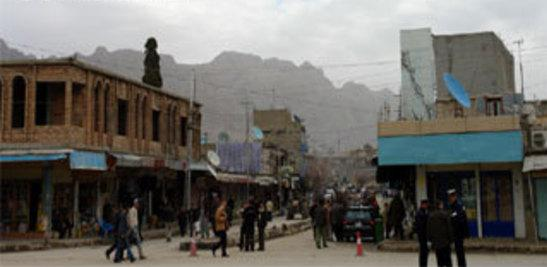